# Лограто
Логра̀то (на италиански: Lograto, на източноломбардски: Logràt, Лограт) е малко градче и община в Северна Италия, провинция Бреша, регион Ломбардия. Разположено е на 113 m надморска височина. Населението на общината е 3819 души (към 2013 г.).